# Adam Świtalski
Adam Jan Feliks Świtalski, ps. „Dąbrowa” (ur. 18 grudnia 1894 w Gorlicach, zm. 9 lipca 1952 w Warszawie) – pułkownik dyplomowany piechoty Wojska Polskiego.

## Życiorys
Urodził się 18 grudnia 1894 w Gorlicach, ówczesnym mieście powiatowym Królestwa Galicji i Lodomerii, w rodzinie Józefa, koncypisty namiestnictwa w tamtejszym c. k. Starostwie, i Heleny z Chądzyńskich.
W 1918 roku został przyjęty do Wojska Polskiego. 19 sierpnia 1920 roku został zatwierdzony z dniem 1 kwietnia 1920 roku w stopniu kapitana, w piechocie, w grupie oficerów byłej armii austro-węgierskiej. Pełnił wówczas służbę w 1 pułku piechoty Legionów. 1 czerwca 1921 roku pełnił służbę w Departamencie I Ministerstwa Spraw Wojskowych, a jego oddziałem macierzystym był nadal 1 pułk piechoty Legionów. W latach 1922–1924 był słuchaczem III Kursu Normalnego Wyższej Szkoły Wojennej w Warszawie. W styczniu 1926 roku został przeniesiony ze sztabu Dowództwa Okręgu Korpusu Nr VI we Lwowie do 1 Dywizji Piechoty Legionów w Wilnie na stanowisko szefa sztabu. 31 października 1927 roku został przeniesiony do Dowództwa Okręgu Korpusu Nr I w Warszawie na stanowisko szefa Oddziału Wyszkolenia. 20 lutego 1930 roku został przeniesiony do 30 pułku piechoty w Warszawie na stanowisko zastępcy dowódcy pułku. 2 grudnia 1930 roku awansował na podpułkownika ze starszeństwem z dniem 1 stycznia 1931 roku i 7. lokatą w korpusie oficerów piechoty. Z dniem 1 marca 1931 roku został wyznaczony na stanowisko szefa sztabu Dowództwa Okręgu Korpusu Nr IV w Łodzi. W listopadzie 1932 roku został przeniesiony do dyspozycji II wiceministra spraw wojskowych. Od listopada 1935 roku dowodził 25 pułkiem piechoty w Piotrkowie. Od listopada 1938 roku do marca 1939 roku był słuchaczem Kursu doskonalącego dla oficerów dyplomowanych przy WSWoj. w Warszawie.
W czasie kampanii wrześniowej był dowódcą 25 pułku piechoty. Po kampanii w konspiracji: od listopada 1939 do 1943 był szefem Oddziału IV Dowództwa Głównego Służby Zwycięstwu Polski, następnie działał w Komendzie Głównej Armii Krajowej jako jej inspektor. W 1944 pełnił funkcję dowódcy 3 Dywizji Piechoty Armii Krajowej w czasie akcji „Burza”. W tym samym roku został aresztowany. Internowany był w obozie NKWD nr 179 w Diagilewie. W lipcu 1947 roku internowany w obozie NKWD nr 150 w Griazowcu. W 1947 wrócił do Polski i pracował jako urzędnik. Spoczywa na cmentarzu Powązkowskim (kwatera O-1-24,25).

## Ordery i odznaczenia
- Krzyż Srebrny Orderu Virtuti Militari
- Krzyż Niepodległości – 28 grudnia 1933 „za pracę w dziele odzyskania niepodległości”[17] zamiast uprzednio nadanego Medalu Niepodległości[18][3][19]
- Krzyż Oficerski Orderu Odrodzenia Polski – 27 listopada 1929 „za zasługi na polu pracy niepodległościowej i organizacji wojska”[20]
- Krzyż Walecznych trzykrotnie
- Złoty Krzyż Zasługi 19 marca 1936 „za zasługi w służbie wojskowej”[21]
- Medal Pamiątkowy za Wojnę 1918–1921
- Medal Dziesięciolecia Odzyskanej Niepodległości
- Odznaka za Rany i Kontuzje[22]
- Państwowa Odznaka Sportowa[22]
- łotewski Medal Pamiątkowy 1918–1928 – 6 sierpnia 1929[23]

12 września 1928 dowódca piechoty dywizyjnej 6 Dywizji Piechoty pułkownik Bernard Mond przesłał do Kapituły Orderu Virtuti Militari wniosek na odznaczenie majora SG Adama Świtalskiego z sugestią, że poprzednie wnioski zaginęły.